# Diabolik Lovers
Diabolik Lovers — серия японской медиапродукции для женской целевой аудитории, созданная компанией Rejet. Изначально серия издаётся в виде радиопостановок, где изображаются ситуации с центральными мужскими персонажами. Первая из таких постановок была издана 21 декабря 2011 года, которую озвучил сэйю Хикару Мидорикава, сыгравший Аято Сакамаки. 11 октября 2012 года состоялся выпуск первого визуального романа серии как отомэ-игры для платформы PlayStation Portable. В дальнейшем серия была продолжена также двумя аниме-адаптациями, выпусками антологий манги, character song, а также новыми играми и радиопостановками.

## Сюжет

### Персонажи
Юи Комори (яп. 小森　ユイ Комори Юи) — главная героиня. Девушка долгое время жила вместе с приёмным отцом-священником. После того, как отец уехал, она была вынуждена поселиться в огромном особняке с шестью братьями-вампирами Сакамаки.
Сэйю: Риэ Суэгара
Сю Сакамаки (яп. 逆巻 シュウ Сакамаки Сю:) — старший сын семьи Сакамаки и формально хозяин особняка, хотя неответственен. Ходит всегда в наушниках и любит спать, братья обвиняют его в лени. Часто прогуливает школу. Любит классическую музыку, играет на скрипке. Второй после Аято, кто попробовал кровь Юи.
Сэйю: Косукэ Ториуми
Рэйдзи Сакамаки (яп. 逆巻 レイジ Сакамаки Рэйдзи) — второй сын семьи Сакамаки. В отличие от остальных братьев строго соблюдает этикет и фактически взял на себя обязанность опекуна и хозяина особняка. Он также следит за поведением своих братьев. Осторожен и бережно относится к вещам. Питает страсть к созданию зелий и коллекционированию кухонной посуды. Несмотря на свою воспитанность, время от времени он может проявлять жестокую сущность.
Сэйю: Кацуюки Кониси
Аято Сакамаки (яп. 逆巻　アヤト Сакамаки Аято) — один из тройняшек семьи Сакамаки. Себя называет Орэ-сама (буквально «великий я»). Первый, кто встретил Юи, и также первый попробовавший её кровь. Питает страсть к орудиям пыток, в частности к железной деве. К себе требует обращаться Аято-сама (господин Аято), любит поесть такояки. Хотя всё время унижает Юи, он с самого начала хотел, чтобы она принадлежала только ему из-за вкусной крови. Известно, что в детстве Аято был брошен в озеро.
Сэйю: Хикару Мидорикава
Канато Сакамаки (яп. 逆巻 カナト Сакамаки Канато) — один из тройняшек семьи Сакамаки. Страдает инфатилизмом и имеет садистские наклонности. Когда он не получает чего-то, что хочет, то впадает в ярость. Обожает сладости. Всегда ходит с плюшевым мишкой и разговаривает с ним. Любит устраивать жестокие игры, всё время унижает и оскорбляет Юи, получая от этого удовольствие. В детства создавал из трупов восковые куклы.
Сэйю: Юки Кадзи
Лайто Сакамаки (яп. 逆巻 ライト Сакамаки Райто) — один из тройняшек семьи Сакамаки. Его множество раз отстраняли из школы. Лайто является как садистом, так и мазохистом. Любит запугивать Юи и играть с ней в кошки-мышки, умеет унижать словами. Находит главное особое удовольствие в кровопитии.
Сэйю: Дайсукэ Хиракава
Субару Сакамаки (яп. 逆巻スバル Сакамаки Субару) — младший сын семьи Сакамаки. Одиночка и злится, когда кто-то беспокоит его. Вспыльчив, склонен прибегать в физическому насилию и ломает вещи. Обычно спит в своём гробу в комнате. Несмотря на то, что при первой встречи с Юи он проявил агрессию, в 6 серии предлагает сбежать из особняка и даёт серебряный нож для убийства вампиров.
Сэйю: Такаси Кондо
Руки Муками (яп. 無神ルキ Муками Руки) — старший сын семьи Муками.
Сэйю: Такахиро Сакураи
Коу Муками (яп. 無神コウ Муками Коу) — один из братьев Муками.
Сэйю: Рёхэй Кимура
Юма Муками (яп. 無神ユーマ Муками Ю:ма) — один из братьев Муками.
Сэйю: Судзуки Тацухиса
Адзуса Муками (яп. 無神アズサ Муками Адзуса) — младший сын семьи Муками.
Сэйю: Дайсукэ Кисио
Карла Цукинами (яп. 月浪カルラ Цукинами Карура) — старший из братьев Цукинами.
Сэйю: Морикава Тосиюки
Син Цукинами (яп. 月浪シン Цукинами Син) — младший из братьев Цукинами.
Сэйю: Морикубо Сётаро
Кино (яп. キノ Кино) — называет себя нулевым принцем вампиров и считает себя сыном Карлхайнца, по какой-то причине когда-то брошенным на окраине мира демонов.
Сэйю: Томоаки Маэно

## Игры
Большинство игр серии Diabolik Lovers являются отомэ-играми, в которых игрок управляет женским персонажем — Юи Комори — и должен выбрать себе среди доступных мужских персонажей возлюбленного.
Вышедшие игры:
1. Diabolik Lovers (11.10.2012) — первая игра серии. Юи Комори отправлена жить в особняк, где живут вампиры — шесть братьев Сакамаки.
  - Diabolik Lovers Limited Vita Edition (19.12.2013) — перевыпуск игры для платформы PSVita. Добавлены бонусные истории Afterstory, которые можно открыть после прохождения каждого рута.
2. Diabolik Lovers More,Blood (31.10.2013) — перезапуск первой игры. Живущая в особняке Сакамаки Юи знакомится с другой семьей вампиров — Муками.
  - Diabolik Lovers More,Blood Limited Vita Edition (15.01.2015) — перевыпуск для платформы PSVita. Добавлены бонусные истории Afterstory, которые можно открыть после прохождения каждого рута.
  - Diabolik Lovers Grand Edition (29.03.2018 на PS4, 21.11.2019 на Nintendo Switch) — перевыпуск первой игры и More,Blood для PS4 и Switch.
3. Diabolik Lovers Vandead Carnival (04.12.2014) — фандиск к More,Blood. Юи вместе с Сакамаки и Муками принимает участие в карнавале Vandead в мире демонов.
4. Diabolik Lovers Dark Fate (26.02.2015) — сиквел More,Blood. Юи продолжает жить с братьями Сакамаки и Муками, но появляются прародители вампиров — Цукинами.
5. Diabolik Lovers Lunatic Parade (25.02.2016) — фандиск к Dark Fate. Сердце Юи похищает вампир, и чтобы вернуть его, герои отправляются в мир демонов.
6. Diabolik Lovers Lost Eden (16.02.2017) — сиквел Dark Fate. В мире людей одного за другим убивают вампиров. Семьи Сакамаки, Муками и Цукинами подозревают друг друга, в то же время появляется таинственный парень по имени Кино.
7. Diabolik Lovers Chaos Lineage (20.03.2019) — фандиск к Lost Eden. Друг короля вампиров запирает Юи и всех героев в созданном им мире, стирая им память и вовлекая в игру на выживание за звание великого правителя, ключом к победе в которой является «спящая принцесса» Ева.

## Манга
- Diabolik Lovers Anthology  Выпуск: 01.06.2012.  По мотивам игры Diabolik Lovers.
- Diabolik Lovers Anthology Cardinal  Выпуск: 01.12.2012.  По мотивам игры Diabolik Lovers.
- Diabolik Lovers Prequel  Выпуск: 01.02.2013.  По мотивам игры Diabolik Lovers.
- Diabolik Lovers Anime Anthology  Выпуск: 13.02.2014.  По мотивам аниме Diabolik Lovers.
- Diabolik Lovers More,Blood Mukami Sequel  Выпуск: 30.06.2014.  По мотивам игры Diabolik Lovers More, Blood.
- Diabolik Lovers More,Blood  Sakamaki Prequel  Выпуск: 01.09.2014.  По мотивам игры Diabolik Lovers More, Blood.

## Аниме
17 февраля 2013 года стало известно, что по мотивам визуального романа в том же году будет выпущена аниме-адаптация. Над созданием сериала занимается студия ZEXCS. 10 июня официально стал доступен первый проморолик. 3 августа стало известно, что сериал начнёт свою трансляцию в сентябре 2013 года. В феврале 2015 года выходит OVA, а в сентябре этого же года 2 сезон аниме.
- 1 сезон Diabolik Lovers: сентябрь 2013, персонажи: Сакамаки.
- Diabolik Lovers OVA: февраль 2015, персонажи: Сакамаки + Муками + намёк на Цукинами.
- 2 сезон Diabolik Lovers More,Blood': сентябрь 2015, персонажи: Муками + Сакамаки + короткое появление Цукинами.

## Критика
Первый сезон аниме-адаптации получил положительную оценку от обозревателя портала The Fandom Post Криса Бевериджа. Критик отметил, что сериал является примером обратного гарема, но несмотря на относительно низкое качество представителей данного жанра Diabolik Lovers предстаёт чем-то особенным на их фоне. Беверидж отметил удачное использование «готической атмосферы», в котором он понимал ужас главной героини от невозможности сбежать в сочетании с моральным и физическим унижением, которое над ней совершают мужские персонажи. Критик выделил, что сцены питья крови Юи и сами вампиры выглядят лишёнными излишнего романтизма, что придаёт показанному на экране свежести, а кроме того контакты девушки с ними содержат явную и нешуточную угрозу сексуального насилия, хотя и без перехода в хентай. По мнению Бевериджа, всё это в сумме может заставить зрителя испытывать дискомфорт при просмотре в отличие от «безопасных шоу», но игра на грани жанровых стандартов выглядит интересной для ознакомления.
Тем не менее, второй сезон получил от этого же обозревателя меньшую оценку. Было отмечено, что фактическая структура развития фабулы в семье Муками повторяла структуру аналогичных историй юношей из семьи Сакамаки, что существенно снижало интерес к происходящему. Беверидж посчитал, что члены семьи Муками оказались менее раскрыты, и было бы лучше уделить больше внимания уже известным и более детально показанным по первому сезону представителям Сакамаки.